# Горшенина (деревня)
Горшенина — деревня в Нязепетровском районе Челябинской области России. Входит в состав Кургинского сельского поселения. Находится на берегах реки Малая Курга, примерно в 10 км к юго-западу от районного центра, города Нязепетровск, на высоте 330 метров над уровнем моря.

## Население
По данным Всероссийской переписи, в 2010 году численность населения деревни составляла 50 человек (24 мужчины и 26 женщин).

## Улицы
Уличная сеть деревни состоит из 4 улиц.